# Exoudun

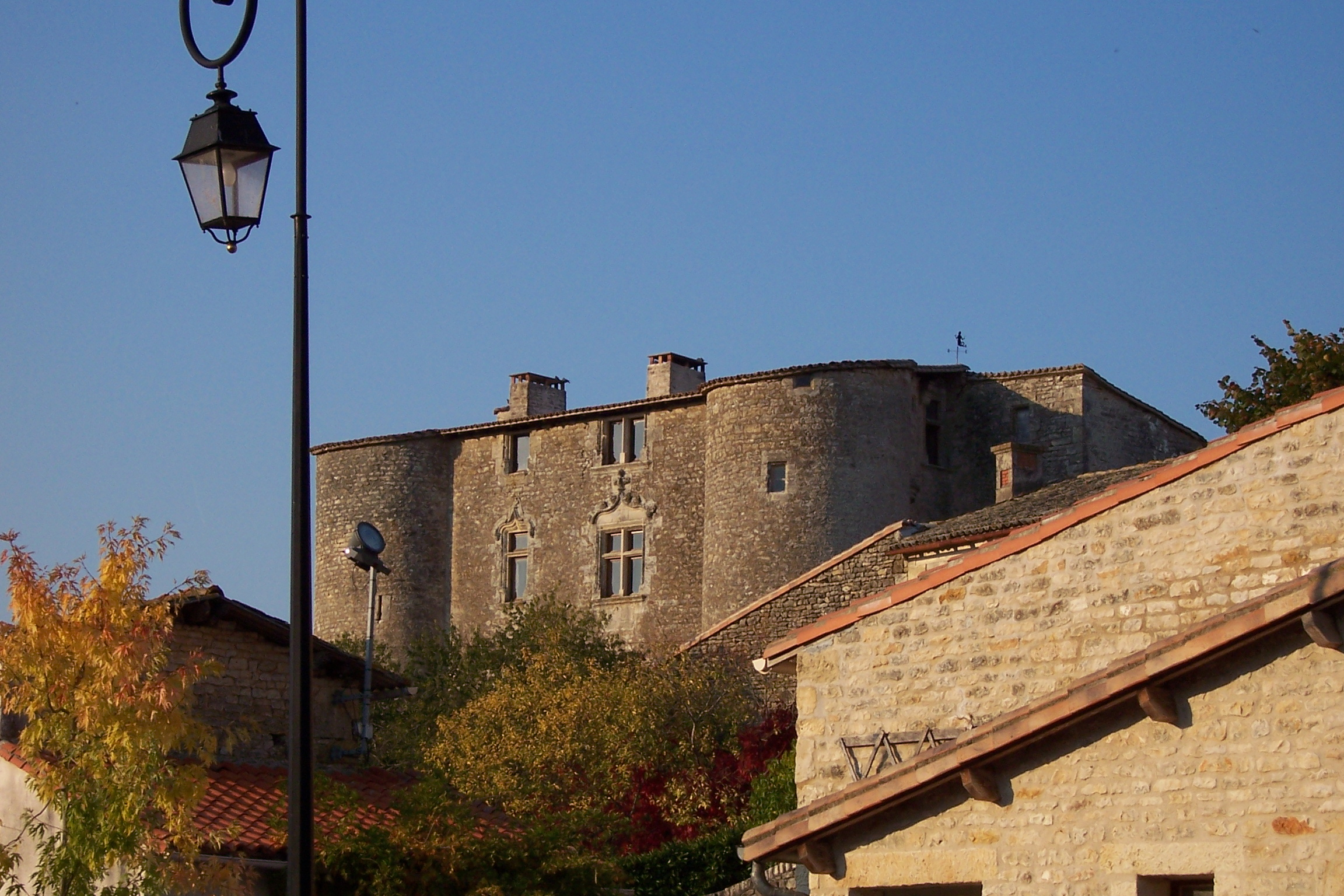
Fort

Exoudun is een gemeente in het Franse departement Deux-Sèvres (regio Nouvelle-Aquitaine) en telt 616 inwoners (1999). De plaats maakt deel uit van het arrondissement Niort.

## Geografie
De oppervlakte van Exoudun bedraagt 25,5 km², de bevolkingsdichtheid is 24,2 inwoners per km².
De onderstaande kaart toont de ligging van Exoudun met de belangrijkste infrastructuur en aangrenzende gemeenten.

## Demografie
Onderstaande figuur toont het verloop van het inwonertal (bron: INSEE-tellingen).